# Euclasta insularis
Euclasta insularis là một loài bướm đêm trong họ Crambidae.